# Craspedosoma germanicum
Craspedosoma germanicum är en mångfotingart som först beskrevs av Karl Wilhelm Verhoeff 1910.  Craspedosoma germanicum ingår i släktet Craspedosoma och familjen knöldubbelfotingar. Utöver nominatformen finns också underarten C. g. germanicum.